# هودیاگ
هودیاگ (به مجاری:  Hugyag) یک شهرداری در مجارستان است که در نوگراد واقع شده‌است. هودیاگ ۱۰٫۹۱ کیلومتر مربع مساحت و ۹۲۹ نفر جمعیت دارد.